# Guiu de Terrena
Guiu de Terrena (Perpinyà, Rosselló c.1270 - Avinyó, Provença, 1342) fou un filòsof, teòleg, religiós carmelita català i bisbe de Mallorca i després d'Elna. També és conegut com a Guiu de Perpinyà i anomenat doctor breviloquus o doctor mellifluus. És un dels referents del pensament català medieval.

## Biografia
Ingressà a l'orde carmelita a la seva ciutat natal. Es formà a la Universitat de París on es graduà en teologia el 1313 i fou professor fins a 1316. Fou provincial dels carmelites de l'antiga observança de Provença i després prior general de l'orde entre 1318 i el 1321. Aquest darrer any esdevingué bisbe de Mallorca i entre 1332 i la seva mort, bisbe d'Elna. Des d'on tingué contacte amb el papat d'Avinyó. Esdevenint un destacat conseller del papa Joan XXII. Els seus escrits i informes varen ser recollits en els posicionaments pontificis en les disputes i polèmiques doctrinals de l'església i societat coetànies. Com ara la interpretació de la pobresa evangèlica que mantenien els anomenats "espirituals" franciscans. També feu tasques diplomàtiques en representació del rei d'Aragó prop de la cort pontifícia.
Fou un defensor de la supremacia doctrinal i política del papa enfront de posicionaments com ara els de Marsili de Pàdua. També destaca la seva obra d'inquisidor i la persecució de l'heretgia. En aquesta direcció confegí una de les seves obres més ambicioses la Summa de haeresibus et earum confutationibus, un catàleg d'heretgies antigues i modernes, que aplega també un argumentari i guia per a ús dels inquisidors i els teòlegs per a combatre-les. A aquesta obra Guiu de Perpinyà va dedicar els darrers anys de la seva vida.

## Pensament. La doctrina dels universals
Des d'un punt de vista filosòfic la contribució més destacada de Guiu de Terrena fou la doctrina dels universals en què defensava que la natura no té realitat pròpia. La naturalesa no té realitat, si més no realitat pròpia, de manera que la significació del nom de tal naturalesa en ser aplicat a un individu depèn d'aquest individu.
Cada individu posseeix la seva naturalesa pròpia o, més ben dit, la seva conceptualització pròpia. Tot veient que hi ha relacions reals entre les coses. Així les semblances que trobem es funden en els individus i són donades per mitjà de les sensacions.
El pensament de Guiu es posicionà contra l'agustinisme i el seu regust d'idealisme platònic i feu costat doctrinalment a Tomàs d'Aquino amb una marcada preferència per l'aristotelisme. En la seva producció predica les virtuts evangèliques com la caritat i la pobresa. Però nega que el camí contemplatiu o monacal sigui millor que del clergat secular.

## Defensor del papat enfront de l'imperi
Guiu de Terrana tingué un paper actiu en una de les qüestions controvertides del pensament, la teologia i la política medievals. Feu costat al papa Joan XXII en aquesta contesa tot elaborant una argumentació rigorosa a favor de la potestat papal, en contra de la seva limitació per part de l'emperador exposades per Marsili de Pàdua en el Defensor pacis. Raonaments que aplegà en la seva obra Confutatio errorum quorundam magistrorum.
Preparant així la seva condemna pontifícia en elaborar una refutació sòlida d'aquestes pretensions. Un conflicte que implicava qüestions històriques, lògiques, jurídiques i exegètiques latents en la confrontació de poders a l'edat mitjana.

## Obres[8]
- Commentarium in quatuor libros Sententiarum, 1307-1308
- Commentarium in libros Physicorum
- In libros de Anima
- In libros Metaphysicorum, versl 1313
- Quaestiones super libros Ethicorum
- Quaestiones XII de Verbo divino, 1313-1314
- Quodlibets I - VI
- De perfectione vitae, 1323
- Defensorium tractatus De perfectione vitae (entre 1328 i 1334)
- Confutatio errorum quorumdam magistrorum, 1324
- De Concordia Evangeliorum (ou Quatuor unum) , 1328-1334
- Commentarium super Decretum Gratiani, 1336-1339
- Summa de haeresibus et earum confutationibus, 1340-1342